# 異常感覚
異常感覚（いじょうかんかく、パレステジア、英: Paresthesia）とは、ピリピリ、チクチク、ヒリヒリ、痺れ、などの異常な感覚がある状態のことである。 あまり一般的ではないが、冷たい感覚や皮膚上を這うような感覚と表現される場合もある。体のどの部分にでも起こるが、最も一般的なのは腕や脚である。一過性の場合と慢性の場合がある。

## 語源と定義
英語の"Paresthesia"はギリシャ語の「そば」を意味する「para」と「感覚」を意味する"aesthesis"に由来する。口語的には英語圏ではピンと針（英: pins and needles）と表現される。これらの感覚は皮膚に触れずに起こる。錯感覚（dysthesia）にも似た意味があるが、触れられて異常な感覚が生じた場合のみに使用される。なお、書籍や辞書によっては異常感覚をdysthesia、錯感覚をparesthesiaとしていたり、訳語の関係が一定しておらず、触れたときに異常を感じるかどうかにおいても一定していない。その結果、神経学用語集改訂第3版においては、異常感覚・錯感覚とparesthesia/dysthesiaを対応させていない。

## 原因と診断
短時間の場合の一般的な原因は神経の圧迫によるものである。長期間の場合は、手根管症候群、脳卒中、多発性硬化症、横断性脊髄炎、腫瘍、ビタミンB12欠乏症、鉛中毒、糖尿病、ギラン・バレー症候群、脳炎によって生じることがある。診断は、症状と診察とさらなる検査による。

## 治療
治療は、根本にある原因によって異なる。重症度を緩和するための取り組みには、カプサイシンクリーム、カルバマゼピン、ガバペンチンなどが用いられる。